# Antonia Brico
Antonia Louisa Brico (Roterdão, 26 de junho de 1902 — Denver, 3 de agosto de 1989) foi uma regente de orquestra e pianista neerlandesa, radicada nos Estados Unidos. E uma das primeiras mulheres a obter reconhecimento como regente.

## Carreira
Antonia nasceu com o nome Wilhelmina Wolthius em Roterdão. Ela e seus pais adotivos imigraram para os Estados Unidos em 1908 e estabeleceram-se na Califórnia. Ao terminar a Oakland Technical High School em Oakland no ano de 1919, Antonia já era uma pianista e possuía experiência em conduzir uma orquestra. Na Universidade da Califórnia em Berkeley, Antonia trabalhou como regente assistente na Ópera de São Francisco. Após graduar-se em 1923, ela estudou piano com diversos professores, principalmente com Sigismond Stojowski. 
Em 1927, ela entrou para a Escola Estatal de Música e Belas Artes de Berlim e em 1929 formou-se na sua master class em regência, tornando-se a primeira mulher estado-unidense a fazê-lo. Durante esse período, ela também foi aluna de Karl Muck, o maestro da Orquestra Filarmónica de Hamburgo, com quem estudou por mais três anos após a graduação. Depois da sua estreia como regente profissional na Orquestra Filarmónica de Berlim em fevereiro de 1930, Antonia trabalhou com a Orquestra Sinfónica de São Francisco e a Orquestra Filarmónica de Hamburgo, ganhando aplausos da crítica e do público. Apresentou-se como regente convidada na Orquestra Sinfónica de Detroit e na Orquestra Sinfónica Nacional em Washington, D.C. e outros locais em seguida. Em 1934 ela foi nomeada regente da recém-fundada Orquestra Sinfónica das Mulheres, que em janeiro de 1939 (após a admissão de homens), tornou-se a Orquestra Sinfónica Brico.
Em julho de 1938, tornou-se a primeira mulher a conduzir a Orquestra Filarmónica de Nova Iorque, e em 1939 conduziu a Orquestra Federal nos concertos da Feira Mundial de Nova Iorque de 1939–40. Durante uma vasta digressão europeia, onde foi pianista e regente, Antonia foi convidada por Jean Sibelius para conduzir a Orquestra Filarmónica de Helsínquia.
Antonia estabeleceu-se em Denver, Colorado, a partir de 1942 em diante. Lá ela fundou a Sociedade Bach (Bach Society) e o Conjunto de Instrumentos de Cordas para Mulheres (Women's String Ensemble). Ela tambem conduziu a Orquestra dos Empresários de Denver, que em 1968 tornou-se a Orquestra Sinfónica Brico, e em 1948 Antonia tornou-se regente da Comunidade Sinfónica de Denver (conhecida posteriormente como Orquestra Filarmónica de Denver). Ela também conduziu a Orquestra Filarmónica de Boulder entre 1958 e 1963. Também foi professora de piano e regência, ensinando para alunos como Judy Collins, Donald Loach, James Erb e Karlos Moser. Antonia continuou a apresentar-se como regente convidada nas orquestras de todo o mundo, incluindo a Orquestra Sinfónica de Mulheres do Japão.
Um documentário sobre a vida de Antonia, intitulado Antonia: A Portrait of a Woman, foi realizado por Jill Godmilow, com a ajuda da antiga aluna de Antonia, Judy Collins, e lançado em 1974. O filme foi parcialmente responsável pelos convites a Antonia para conduzir a Orquestra do Festival Mostly Mozart em concertos esgotados gravados pela Columbia Records em 1975, e a Orquestra Filarmónica do Brooklyn em 1977. Antonia morreu em 1989 aos oitenta e sete anos, vítima de cancro. Ela viveu na casa de repouso Bella Vita Towers, em Denver até 1988.  A History Colorado (conhecida anteriormente como Sociedade Histórica do Colorado) mantém uma grande coleção dos seus documentos pessoais.